# Corel PHOTO-PAINT
O Corel PHOTO-PAINT, juntamente com o seu concorrente da Adobe, o Adobe Photoshop, está entre os melhores softwares para edição de imagens disponíveis no mercado.
Ele faz parte do pacote CorelDRAW, e sua principal função é a edição de imagens. Através dele, você pode aplicar efeitos em imagens, melhorar a qualidade delas, como por exemplo aumentando a claridade de imagens escuras que dificultam a visualização da imagem.